# REGA 7
REGA 7 ist ein Rettungshubschrauber, der von der Schweizerischen Rettungsflugwacht (REGA) in St. Gallen betrieben wird. Der Hubschrauber gilt als Dual-Use-Hubschrauber und wird auch als Intensivtransporthubschrauber eingesetzt. Er ist für die Gebirgsrettung mit einer Seilwinde ausgestattet. Das Einsatzgebiet des Hubschraubers reicht von Kreuzlingen bis zum Rheintal und vom Bodensee bis zu den Churfirsten. Seit November 2019 kommt ein moderner Eurocopter H145 zum Einsatz. Der Hubschrauber ist voll nachtflugtauglich und rund um die Uhr einsatzbereit. Alarmiert wird er über die Einsatzzentrale der REGA in Zürich/Kloten. (Notrufnummer 1414). 2019 kam der Hubschrauber 869 Mal zum Einsatz.
Der Hubschrauberstützpunkt in St. Gallen wurde am 2. April 1981 gegründet. Ursprünglich war er am Kinderspital St. Gallen stationiert. Im Winter wurde er unter einer Autobahnbrücke stationiert. Dies stellte sich in vieler Hinsicht als problematisch heraus. Am 22. Dezember 1984 konnte die neue Einsatzbasis in einem Industriegebiet im westlichen Teil von St. Gallen, in St. Gallen Winkeln, in Betrieb genommen werden. Ursprünglich wurde eine Alouette III eingesetzt, ab 2009 eine AgustaWestland Da Vinci. REGA 7 war der Erste Hubschrauberstützpunkt der REGA, welcher mit diesem Modell ausgerüstet wurde. Seit November 2019 kommt ein Eurocopter H145 zum Einsatz.

## Galerie

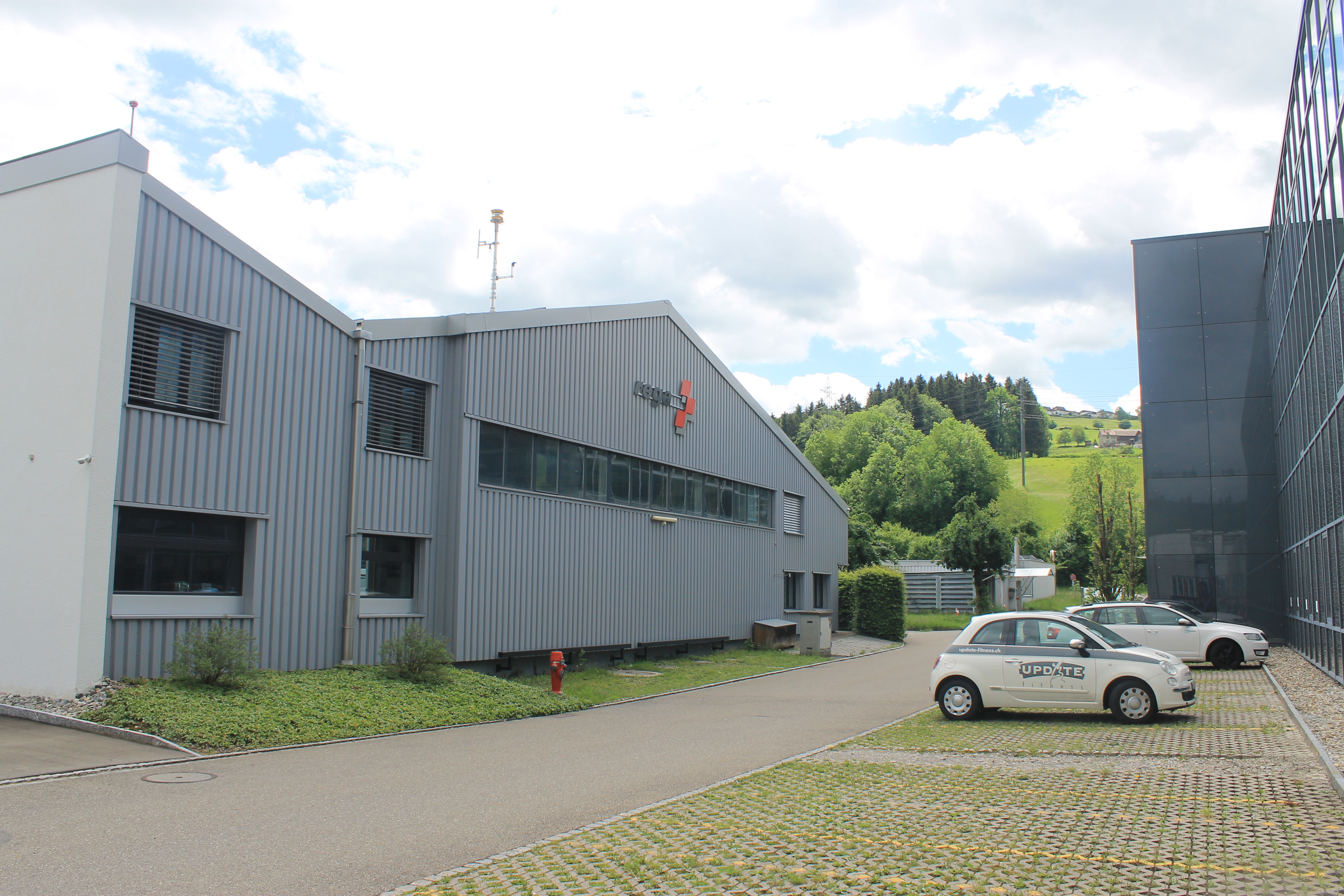
Rettungsbasis der REGA in St. Gallen / Winkeln
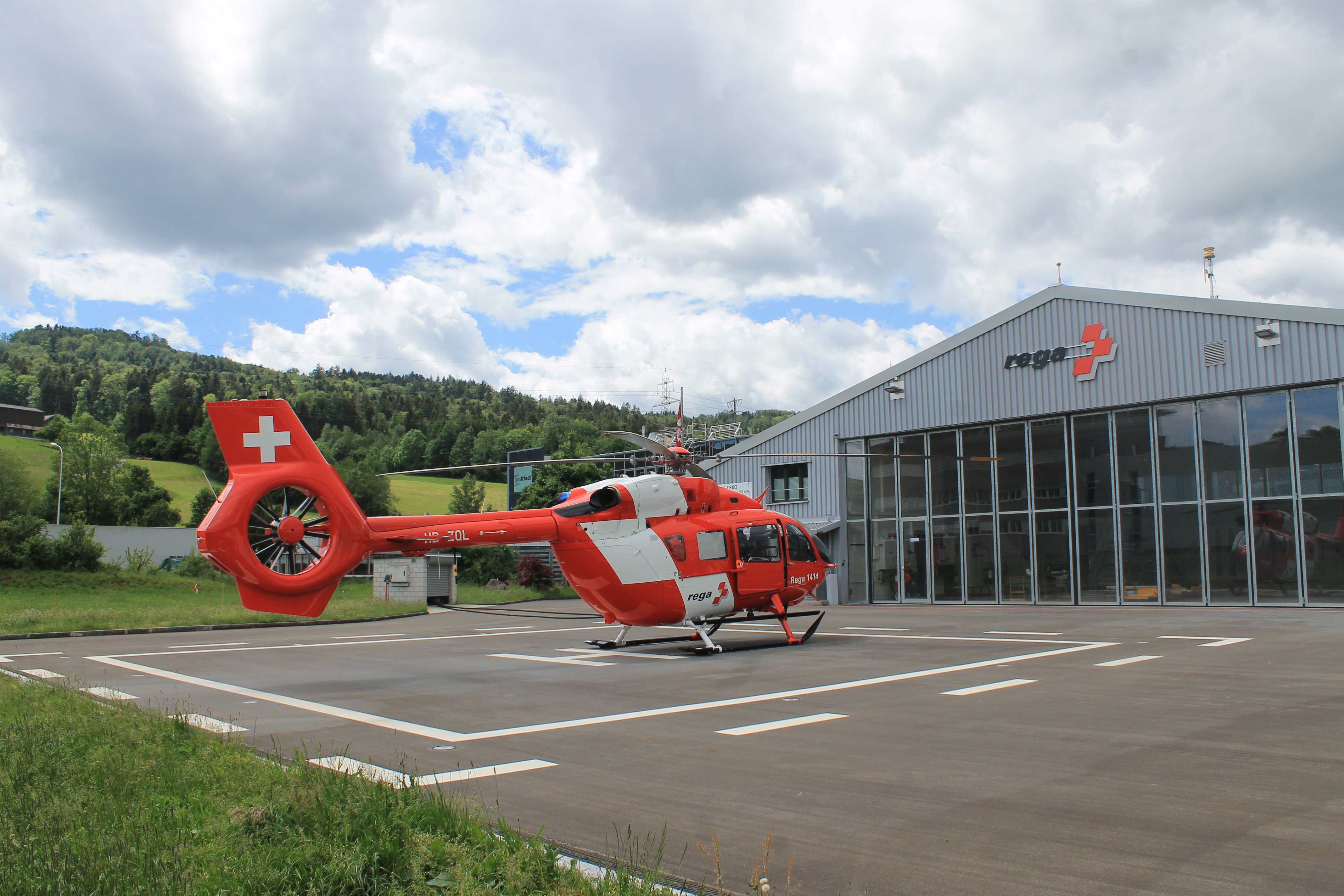
Rettungsbasis der REGA in St. Gallen / Winkeln
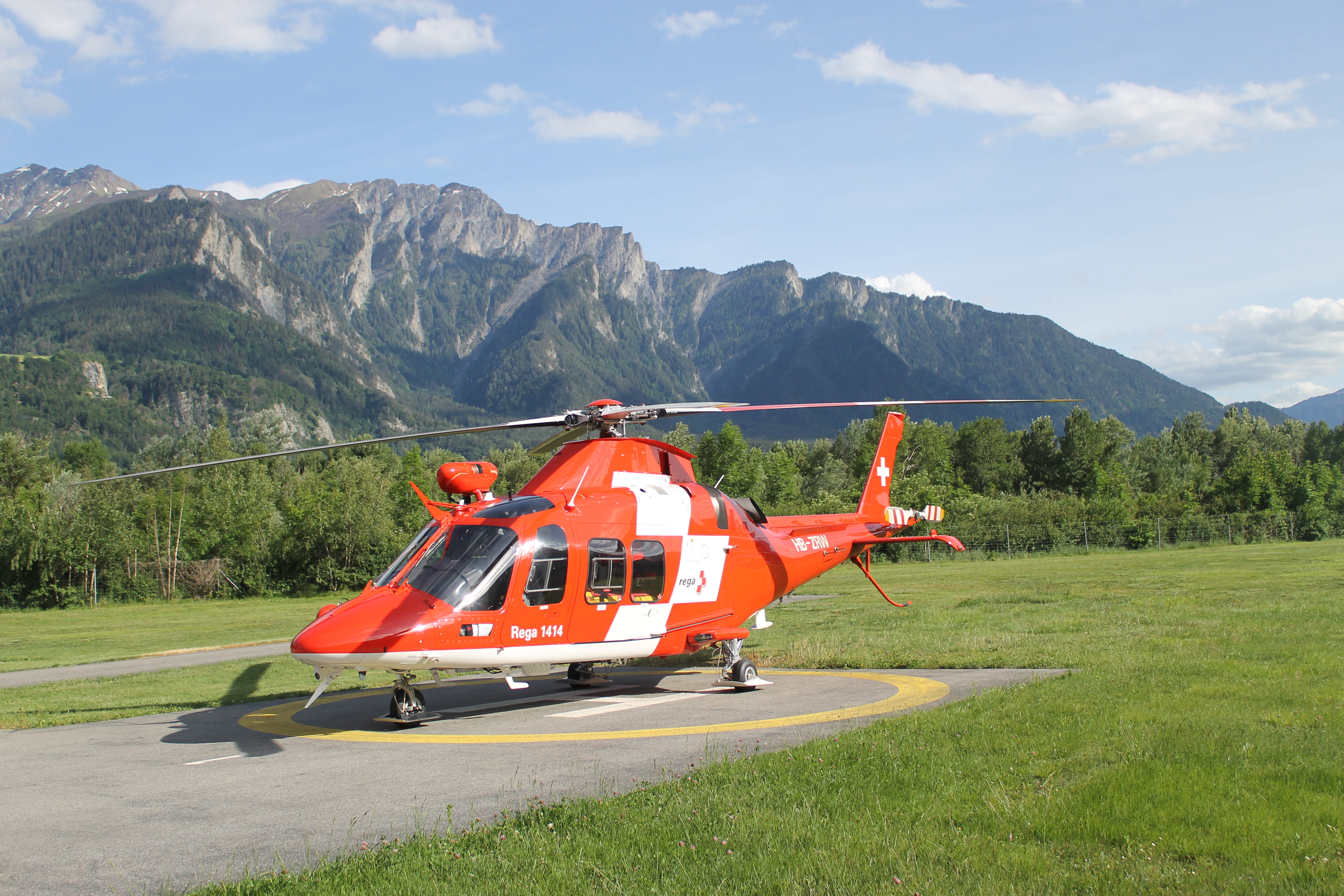
Bis November 2019 kam ein Leonardo da Vinci zum Einsatz. Heute noch fliegt ein Hubschrauber dieses Typs in Untervaz in Graubünden.
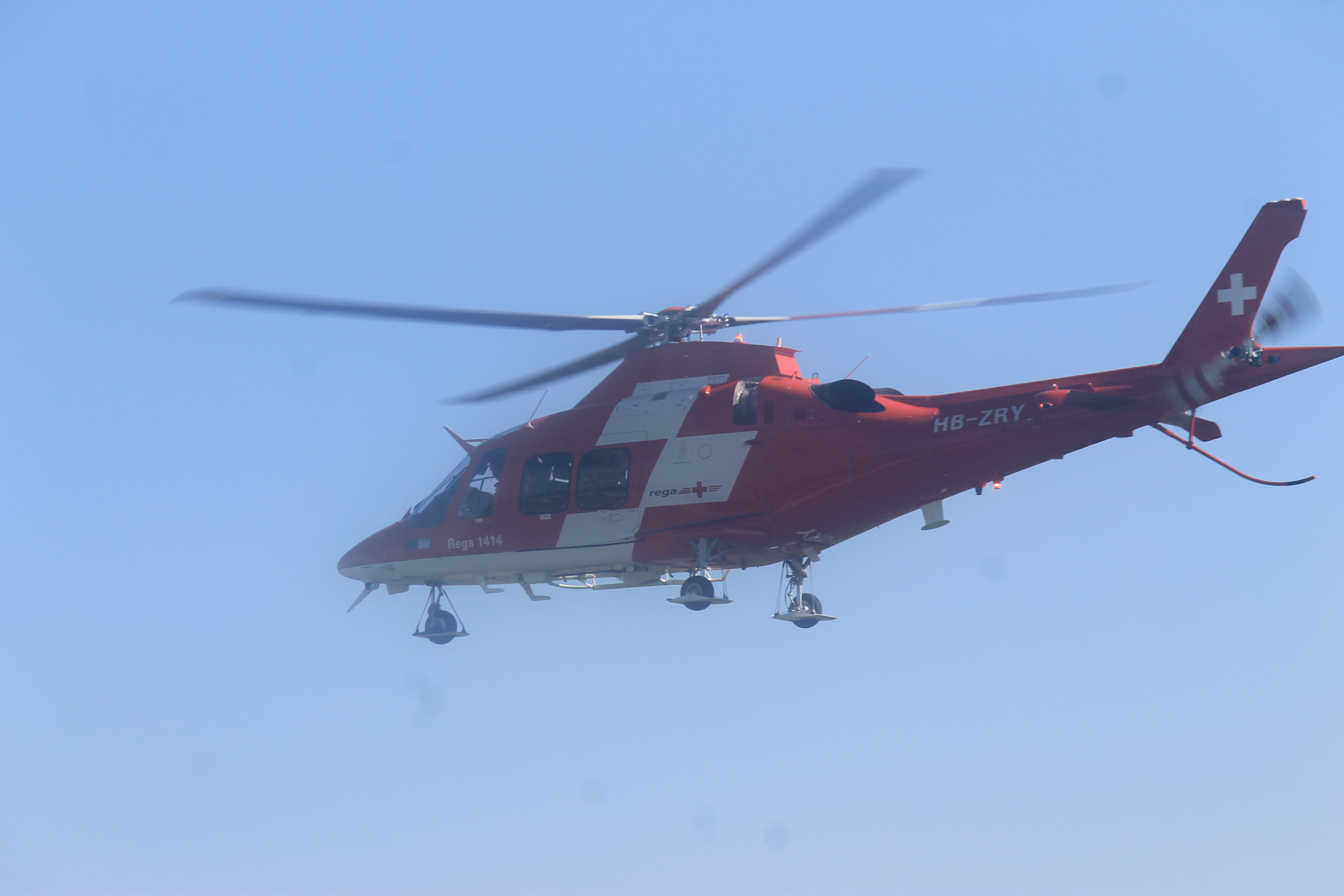
REGA 7 Landeanflug auf Sitterdorf.
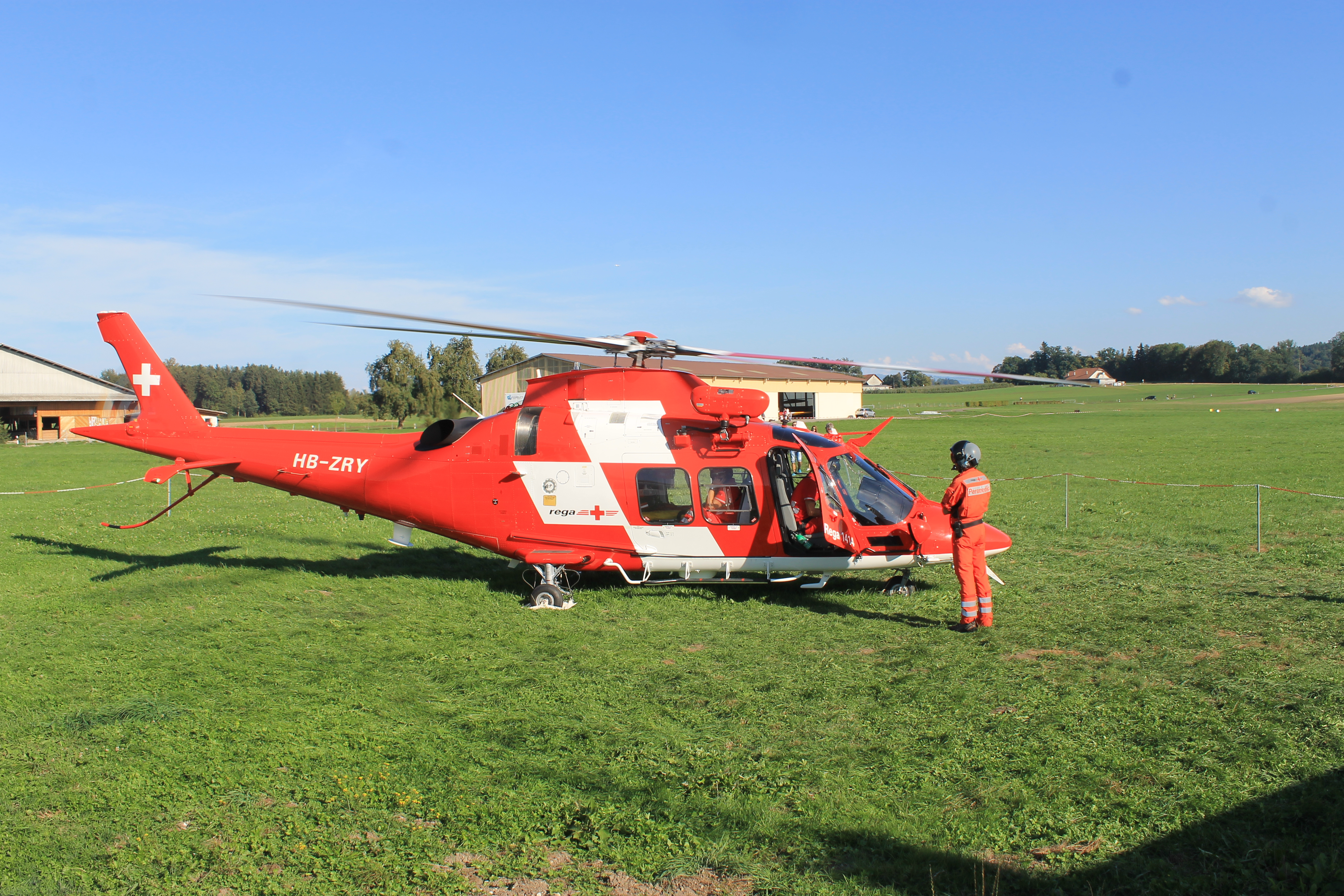
REGA 7 Nach der Landung auf dem Flughafen Sitterdorf.
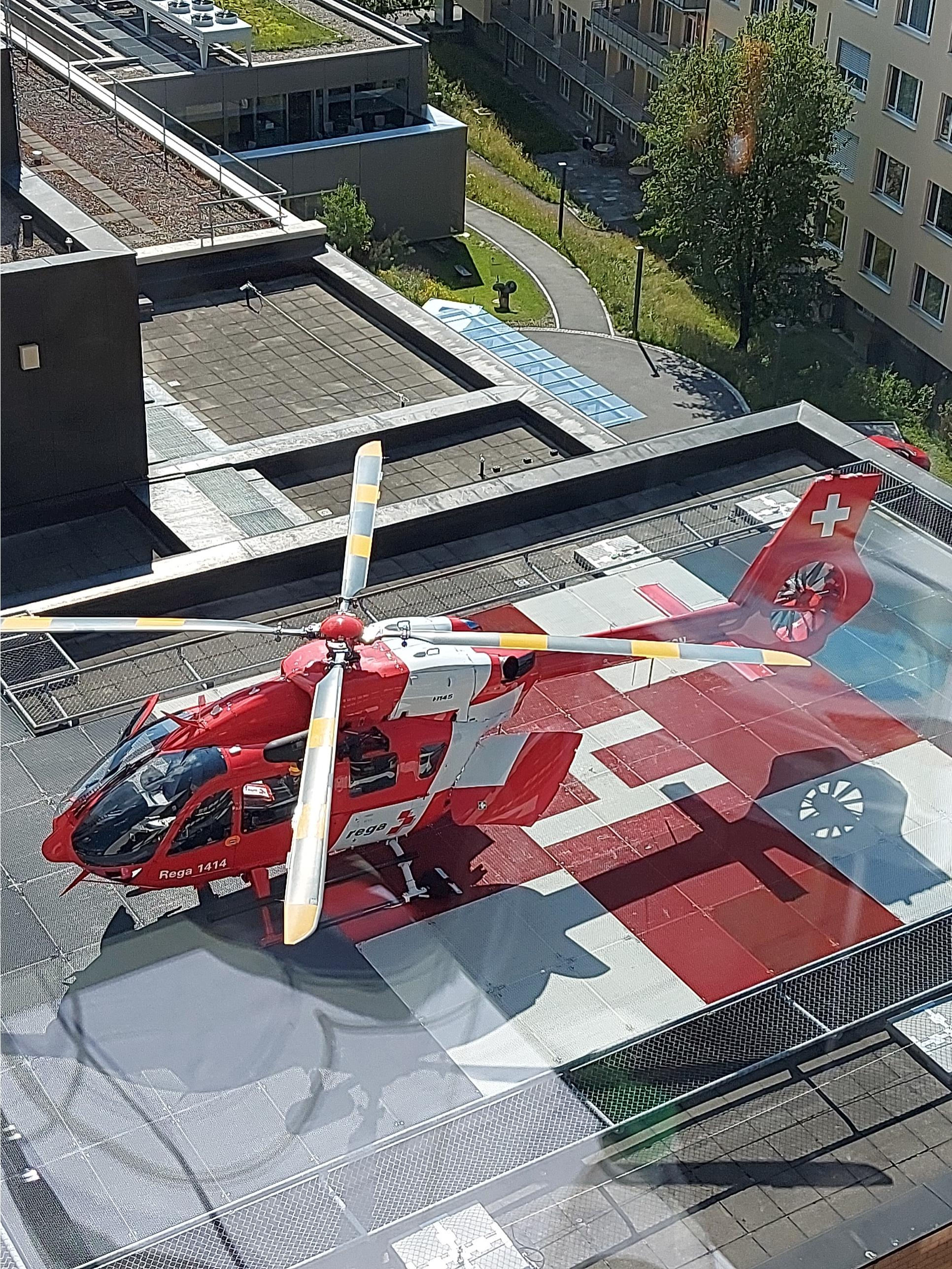
REGA 7 (H-145) auf dem Landeplatz Kantonsspital St. Gallen